# Château de Bolgheri
Le château de Bolgheri (en italien : castello di Bolgheri) est un ancien manoir situé dans le village de Bolgheri dans la commune italienne de Castagneto Carducci en Toscane.

## Histoire
Le château, d'origine médiévale, appartient à la famille Della Gherardesca dès le XIIIe siècle. À partir du XVIIIe siècle le bâtiment fait l'objet d'importantes œuvres de réaménagement incluant la réalisation des caves. Puis, en 1895, la façade est renouvelée sous le projet de Tito Bellini, qui fait construire la tour crénelée en correspondance de l'accès du bourg de Bolgheri.